# Communauté de communes Andaine-Passais
Die Communauté de communes Andaine-Passais (offizielle Schreibweise: Communauté de communes Andaine - Passais) ist ein französischer Gemeindeverband mit der Rechtsform einer Communauté de communes im Département Orne in der Region Normandie. Sie wurde am 17. November 2016 gegründet und umfasst zwölf Gemeinden. Der Verwaltungssitz befindet sich im Ort Juvigny Val d’Andaine.

## Historische Entwicklung
Der Gemeindeverband entstand mit Wirkung vom 1. Januar 2017 durch die Fusion der Vorgängerorganisationen
- Communauté de communes du Pays d’Andaine sowie
- Communauté de communes du Bocage de Passais.[3]

## Mitgliedsgemeinden
| Gemeinde                               | Einwohner 1. Januar 2022 | Fläche km² | Dichte Einw./km² | Code INSEE | Postleitzahl |
| -------------------------------------- | ------------------------ | ---------- | ---------------- | ---------- | ------------ |
| Bagnoles de l’Orne Normandie           | 2.698                    | 15,7       | 172              | 61483      | 61140, 61600 |
| Ceaucé                                 | 1.164                    | 41,52      | 28               | 61075      | 61330        |
| Juvigny Val d’Andaine                  | 2.104                    | 79,62      | 26               | 61211      | 61140, 61330 |
| Mantilly                               | 511                      | 28,7       | 18               | 61248      | 61350        |
| Passais Villages                       | 1.159                    | 42,36      | 27               | 61324      | 61350        |
| Perrou                                 | 325                      | 4,34       | 75               | 61326      | 61700        |
| Rives d’Andaine                        | 2.867                    | 37,14      | 77               | 61096      | 61140, 61410 |
| Saint-Fraimbault                       | 542                      | 28,59      | 19               | 61387      | 61350        |
| Saint-Mars-d’Égrenne                   | 640                      | 25,06      | 26               | 61421      | 61350        |
| Saint-Roch-sur-Égrenne                 | 150                      | 12,29      | 12               | 61452      | 61350        |
| Tessé-Froulay                          | 377                      | 5,24       | 72               | 61482      | 61410        |
| Torchamp                               | 300                      | 14,69      | 20               | 61487      | 61330        |
| Communauté de communes Andaine-Passais | 12.837                   | 335,25     | 38               | –          | –            |